# 轟木一騎
轟木一騎（1969年—）是一名日本广告导演。神奈川县出身。武藏野美術大學视觉传达设计系毕业。与石井克人、三木俊一郎是同級生。
以广告导演身份进入株式会社Khara担任企画部長。在《福音戰士新劇場版》系列作品中成为庵野秀明的总导演助理。

## 主要出演作品
- 山よ
- Cutie Honey
- 茶の味
- ナイスの森〜The First Contact〜
- ハル&ボンス、ニュー ハル&ボンス（ボンス）
- REDLINE（轟木）
- 福音戰士新劇場版：序

## 其他
- 福音戰士新劇場版：序（总导演助手）
- 福音戰士新劇場版：破（总导演助手・配給・广告）
- 福音戰士新劇場版：Q （总导演助手・分镜）
- 福音戰士新劇場版：序 全記録全集（編集長）
- 正宗哥吉拉（2016年） 总导演助手、D班导演・録音・撮影